# 74-та стрілецька дивізія (СРСР)
74-та стрілецька дивізія (74 сд) (рос. 74-я стрелковая дивизия) — військове з'єднання, стрілецька дивізія сухопутних військ Червоної армії, що існувала з 1921 до 1946 року. 74-та стрілецька дивізія формувалася у складі Червоної армії двічі. Брала участь у Громадянській війні в Росії, у вторгненні до Бессарабії та в німецько-радянській війні.

## Історія з'єднання

### 1-ше формування
74-та стрілецька дивізія була сформована в Новоросійську на базі 22-ї Краснодарської стрілецької дивізії, що дислокувалася у Краснодарі, як 74-та Таманська територіальна стрілецька дивізія Північно-Кавказького військового округу.
У 1939 році на базі з'єднання (в основному з особового складу 221-го Чорноморського стрілецького полку) була сформована 157-ма стрілецька дивізія.

#### Приєднання Бессарабії та Північної Буковини до СРСР
У другій половині червня 1940 року в контексті до запланованого вторгнення Радянського Союзу до Бессарабії та Північної Буковини був розгорнутий Південний фронт. 74-та стрілецька дивізія разом з 95-ї, 25-ї, 140-ї стрілецькими дивізіями входили до другого ешелону 9-ї армії. Крім цього, передбачалося застосування 201-ї та 204-ї повітрянодесантних бригад фронтового підпорядкування.
О 14:00 війська 9-ї армії почали операцію із зайняття території Бессарабії. 3 липня радянські війська вийшли на новий кордон з Румунією.
З 8-9 липня війська Південного фронту повернулися до місць постійної дислокації.

#### Німецько-радянська війна

##### Операція «Барбаросса»
На 22 червня 74-та стрілецька дивізія перебувала у складі 48-го стрілецького корпусу 9-ї армії Одеського військового округу. 7 червня 1941 року корпус під виглядом великих навчань виступив із району Кіровограда до Бєльців і 14 червня зосередився у визначеному районі.
До 2 липня підрозділи дивізії перебували на позиціях на фронті 30-40 км по річці Прут. 2 липня XI армійський корпус противника у складі німецьких 76-ї і 22-ї піхотних дивізій, а також румунської танкової дивізії та кавалерійської бригади форсував Прут і розгорнули наступ у північно-східному напрямку на Могилів-Подільський. Позиції 48-го стрілецького корпусу виявилися прорваними. Наприкінці 3 липня дивізія утримувала кордон Яблона, Мерендень. До 5 липня дивізія відійшла на кордон Стурзешті, Мерендень.
14 липня противник опанував Стойкань. До 16 липня дивізія перейшла до оборони рубежу Гвоздова, Рогожень. 17 липня частини 48-го стрілецького корпусу успішно провели контрудар, відкинувши противника на лінію Дубна, ст. Флорешти, Котюжани. Однак у зв'язку з проривом вермахту на Бердичівському напрямі та зломом оборони Летичівського УР 18 липня було ухвалено рішення відвести Південний фронт на рубіж річки Дністер.
19 липня противник форсував Дністер на ділянці між Могилів-Подільським та Ямполем, прорвавши оборону тамтешніх УР. До 21 липня вклинення становило вже 20-25 км у глибину, до того ж з'явився розрив між 18 та 9-ми арміями. 21 липня 74-та стрілецька дивізія займала ділянку оборони по Дністру на ділянці Рибниця, Ягорлик. До 24 липня основні сили дивізії здійснили марш у район Слободзеї.
26 липня частини 48-го стрілецького корпусу разом із 2-м кавалерійським корпусом перейшли у наступ на кодимському напрямку. 74-та сд просунулася до межі Олександрівка, Лабушне. Але, значного успіху контрудар не здобув. Тільки 2-й кк опанував Балту. У цих боях дивізія зазнала значних втрат. 2 серпня 2-й кк був виведений у резерв, а його частини змінила 74-та сд, коли німецько-румунські війська відновили наступ, знову зайнявши Балту і продовживши рух у напрямку Котовська. 6 серпня було ухвалено рішення відвести частини 9-ї та 18-ї армій за Південний Буг.
З 7 серпня дивізія разом з іншими частинами 9-ї армії відводилися на нові оборонні рубежі. Формування німецького XXXXVIII моторизованого корпусу прорвалися вздовж р. Інгул до Миколаєва й залишки 9-ї армії виявилися відрізаними супротивником північніше Миколаєва. Вийшовши з оточення, залишки армії продовжили відхід за річку Інгулець, яку подолали 18 серпня.
18 серпня вище командування віддало наказ на відступ 9-ї армії за Дніпро. 176-та та 74-та стрілецькі дивізії переправилися через Дніпро у Берислава. Після переправи через Дніпро до 20 серпня дивізія зосередилася у районі Черненка, Акімова, Новокам'янка.
До 30 серпня дивізія займала оборону по лівому берегу Дніпра на ділянці Ключова, Кринки.
До кінця 3 вересня дивізію зняли з оборонного рубежу і висунуто в район плацдарму противника у Каховки, де її підрозділи вели бої в районі на південь від Каховки. Зазнавши великих втрат, 74-та дивізія була змушена 10 вересня розпочати вихід з оточення у напрямку Григорівка, Павлівка на берегу Сиваша. Під ударами противника дивізія повністю втратила боєздатність і приєднавшись до частин 150-ї сд, вела бої в районі Нової Варваровки. 15 вересня виводилася до тилу на укомплектування в район Терпіння, а 23 вересня передала особовий склад на поповнення 30-ї стрілецької дивізії.
2 жовтня 1941 року моторизовані з'єднання 1-ї танкової групи вермахту прорвалися на стику 261-ї і 230-ї сд у районі Синельникове і почали стрімке просування в південному напрямку, виходячи на позиції 74-ї і 274-ї сд, які займали оборону по Дніпру північніше Запоріжжя. Командування 12-ї армії ухвалило відхід 230-ї, 74-ї і 274-ї сд на рубіж від Василівки до Софіївки. В ході відступу підрозділи дивізії були фактично знищені танковими колонами противника, що прорвалися до радянських військ. Управління відходом було остаточно порушено та окремі групи бійців та командирів виходили з оточення самостійно. З оточення вийшло залишки 74-ї сд та її управління, яких відвели в район Зелений Гай.
З 15 жовтня 12А одержала наказ відвести війська до 30 жовтня за р. Бахмутка. До кінця жовтня відійшла на кордон Горлівки.

##### 1942
З середини квітня і до кінця травня 1942 року дивізія перебувала у складі 12-ї армії, прикриваючи напрямок Дебальцеве-Ворошиловград.
До початку літа дивізія у складі 12-ї армії оборонялася на рубежі Веселогорівка, Дебальцеве. 16 липня Південний фронт розпочав відхід із Донбасу на рубіж Ростовського УР. До 20 липня 74-та сд перейшла в підпорядкування 24-ї армії, отримала наказ зайняти оборону в районі гирла Сіверський Донець до Керчика. Дивізія мала прикривати відхід частин 24-ї армії, що відступали за Дон. Через просування моторизованих колон частин дивізії «Гросдойчланд» з плацдарму в районі гирла Донця дивізію передали 37-ій армії із завданням зупинити супротивника по рубежу річки Мокрий Керчик. При відході за Дон війська Червоної армії зазнали великих втрат. Чисельний склад трьох армій Південного фронту (37-ї, 12-ї та 18-ї) становив приблизно 40 тис. осіб. Було втрачено багато артилерії.
27 липня, зважаючи на прорив частин німецького III танкового корпусу з переправ у Роздорської до Манича було ухвалено рішення відвести частини 37-ї армії (156-та, 74-та, 102-га, 347-ма, 295-та, 230-та сд) за Манич. 74-та дивізія з прикордонниками, частинами НКВС обороняла південний берег озера Манич у районі Пролетарська.
29 липня 3-тя танкова дивізія XXXX танкового корпусу захопила Пролетарську і переправу через Манич, до 31 липня у зв'язку з проривом III танкового корпусу вермахту до Сальська по південному березі Манича залишки 37 А були затиснуті в районі Голованівки. 74-та дивізія і два полки НКВС, що обороняли район Пролетарська, під тиском противника відійшли на кордон Бараніки, Новий Єгорлик. 1 серпня зведена оперативна група у складі частин 2-ї гвардійської, 74-ї та 275-ї стрілецьких дивізій відійшла за Єгорлик. На цей час у дивізії залишилося 500 бійців і 11 гармат. 3 серпня залишкам 37-ї армії було наказано відходити на Невинномиськ. Однак шляхи відходу на південь до Ворошиловська вже були перерізані і загін 3-го гвардійського стрілецького корпусу відходив на Північний Кавказ, обходячи Ворошиловськ зі сходу. 5 серпня загін із залишків досяг Іпатова, у 74-ій дивізії перебувало 223 бійця.
27 вересня 1942 року 74-та стрілецька дивізія була розформована.

### 2-ге формування
14 жовтня 1942 року на базі 134-ї курсантської стрілецької бригади було сформовано 74-ту стрілецьку дивізію 2 формування.
З січня 1943 року з'єднання брало участь у наступі в ході Воронезько-Касторненської операції, діючи з району на схід від Грем'ячого на Кшень. 28 січня 1943 року підрозділи дивізії штурмували висоту «Огірок», на стику трьох областей: Курської, Липецької та Орловської, втративши лише за один день боїв 1006 осіб. У лютому 1943 року 74-та дивізія брала участь у важкій Малоархангельській операції, наступаючи через Ісаково на Малоархангельськ, частиною сил 23 лютого взяла участь у звільненні міста.
На початок Курської битви знаходиться на Ольховатському напрямку під Малоархангельськом у другому ешелоні оборони. У перший же день початку битви розпочала висування у район Протасові. З 6 липня вступила в битву, будучи залученої до контрудару у загальному напрямку на Бутирки, Гнилуша, вела оборонні та наступальні бої, у ході загального наступу Червоної армії опанувала станцію Глазунівка.
13 вересня частини дивізії форсували Десну поблизу села Оболоння Чернігівської області, створили плацдарми та з боями прорвали оборону німецьких військ на Салтиково-Долинському та Обоянському плацдармах. 23 вересня її підрозділи форсували Дніпро поблизу села Комарин і подолавши опір ворога, першими захопили плацдарм на правом березі. Протягом двох тижнів точилися запеклі бої на плацдармі зі змінним успіхом. Потім дивізія вийшла до Прип'яті в районі сіл Крива Гора, Зимовище, вела бойові дії за Чорнобиль.
На початку листопада 1943 року дивізію перекинули на Лютізький плацдарм північніше Києва, звідки 2 листопада вона перейшла в наступ з початком Київської наступальної операції Червоної армії. З боями вийшла до населеного пункту Буча, звідки була перекинута на південь, на захід від Білгородки, де потрапила в оточення, внаслідок контрудара ворожих військ, якийсь час вела бойові дії в оточенні.
Під час Житомирсько-Бердичівської операції дивізія наступала південніше Києва. За станом на 2 лютого 1944 року вела бої у Білоцерківському районі Київської області, частиною сил брала участь у захопленні міста Біла Церква, просунулась на підступи до Умані, контрударом була відкинута назад.
У березні-квітні частини стрілецької дивізії брали участь в Умансько-Ботошанській операції. З'єднання наступало з району північніше Умані у південному напрямку, форсувало річки Гірський Тікич, Південний Буг. 2 квітня 1944 року її підрозділи форсували Прут поблизу Коту-Каменешті (12 кілометрів на південний схід від міста Дарабань). 5 числа билися за оволодіння міста Дорогой.
22-25 квітня дивізія вела бої у населених пунктів Гура-Гумора, Кимнилдич (30 кілометрів на південь від міста Радівці), 07-10 червня тримала оборону по річці Сучава.
У серпні 1944 року в ході Другої Яссько-Кишинівської операції дивізію ввели в бій на другому етапі операції, до кінця серпня вона вийшла на підступи до Бухаресту, звідки була перекинута до румунсько-югославського кордону.
У подальшому брала участь у Белградській наступальній операції, з 28 вересня наступала з району Брза-Паланка на південь, оточуючи з півночі і північного заходу німецьке угруповання на північ від Неготина, потім продовжувала наступ на північний захід, форсувала Дунай, до 10 жовтня вийшла через Пожареваць до Белграду, частиною сил брав участь у визволенні міста. Після завершення операції дивізію передислокували на північний захід, де з 28 жовтня вона брала участь у Будапештській наступальній операції. 7-15 листопада 1944 року, прорвавши оборону противника північніше гирла річки Драва в районі югославського міста Апатина, наступала через Печ. На початок січня 1945 року дивізія вела бої південно-східніше Балатона, продовжила наступ на північ, наступала приблизно з району Озора в загальному напрямку на Секешфегервар, вела важкі бої під час контрударів німецько-угорських військ.
У ході Балатонської оборонної операції у березні 1945 року дивізія відбивала найпотужніший удар німецьких військ, перебуваючи на оборонних позиціях між Шаркерестешем і Балатоном, була змушена відходити на південь, за канал Шіо. Звідти ж, з середини березня 1945 року перейшла в наступ у загальному напрямі на Лепшень в обхід Балатона з півночі, з боями пройшла у районі Веспрема і продовжувала рух на Сомбатгей. 4 квітня вийшла західніше міста, завдала удар на Фрідберг і просувалася далі, закінчивши війну в Східних Альпах.
У 1946 році у зв'язку з демобілізацією Червоної армії розформована.

## Командування

### Командири
1-ше формування
- Верьовкін-Рахальський Микола Андрійович (22 жовтня 1926 — 15 листопада 1931)

2-ге формування
- полковник, з 22 лютого 1943 року генерал-майор, Казарян Андранік Абрамович (14 жовтня 1942 — 7 жовтня 1943)
- полковник Кузнєцов Михайло Дмитрович (7 жовтня 1943 — 15 січня 1944)
- підполковник, з 22 лютого 1944 року полковник, Гізатуллін Кутуб Гайнутдинович (15 січня 1944 — 5 жовтня 1944), ТВО
- полковник Сичов Костянтин Олексійович (6 жовтня — 17 листопада 1944)
- полковник, з 19 квітня 1945 року генерал-майор, Зінов'єв Федір Іванович (17 листопада 1944 — травень 1946)

### Підпорядкованість
| Час              | Корпус | Армія | Група армій (округ)   | Штаб |
| ---------------- | ------ | ----- | --------------------- | ---- |
| Перше формування |        |       |                       |      |
| Друге формування |        |       |                       |      |
| 1942             |        |       |                       |      |
| 1 листопада      |        | 13 А  | Брянський фронт       | ?    |
| 1943             |        |       |                       |      |
| 1 січня          |        | 13 А  | Брянський фронт       | ?    |
| 1 квітня         |        | 13 А  | Центральний фронт     | ?    |
| 1 липня          | 15 ск  | 13 А  | Центральний фронт     | ?    |
| 1 листопада      | 51 ск  | 38 А  | 1-й Український фронт | ?    |
| 1 грудня         | 50 ск  | 40 А  | 1-й Український фронт | ?    |
| 1944             |        |       |                       |      |
| 1 лютого         | 104 ск | 40 А  | 1-й Український фронт | ?    |
| 1 березня        | 104 ск | 40 А  | 2-й Український фронт | ?    |
| 1 квітня         | 51 ск  | 40 А  | 2-й Український фронт | ?    |
| 1 травня         | 50 ск  | 40 А  | 2-й Український фронт | ?    |
| 1 вересня        | 75 ск  | 53 А  | 2-й Український фронт | ?    |
| 1 жовтня         | 75 ск  | 57 А  | 3-й Український фронт | ?    |
| 1945             |        |       |                       |      |
| 1 лютого         | 30 ск  | 26 А  | 3-й Український фронт | ?    |
| 1 березня        | 135 ск | 26 А  | 3-й Український фронт | ?    |
| 1 травня         | 104 ск | 26 А  | 3-й Український фронт | ?    |